# Aspidium preslianum
Aspidium preslianum là một loài thực vật có mạch trong họ Dryopteridaceae. Loài này được (J. Sm.) Mett. miêu tả khoa học đầu tiên năm 1858.